# 4723 Wolfgangmattig
4723 Wolfgangmattig је астероид главног астероидног појаса чија средња удаљеност од Сунца износи 2,676 астрономских јединица (АЈ).
Апсолутна магнитуда астероида је 13,8.